# Stamboom Sophie van Oranje-Nassau (1824-1897)
Dit is de stamboom van Sophie van Oranje-Nassau (1824-1897).
| Stamboom Sophie van Oranje-Nassau (1824-1897)                                                      | Stamboom Sophie van Oranje-Nassau (1824-1897)                                    | Stamboom Sophie van Oranje-Nassau (1824-1897)                                    | Stamboom Sophie van Oranje-Nassau (1824-1897)                                    | Stamboom Sophie van Oranje-Nassau (1824-1897)                                    | Stamboom Sophie van Oranje-Nassau (1824-1897)                                    | Stamboom Sophie van Oranje-Nassau (1824-1897)                                    | Stamboom Sophie van Oranje-Nassau (1824-1897)                                    | Stamboom Sophie van Oranje-Nassau (1824-1897)                                                  | Stamboom Sophie van Oranje-Nassau (1824-1897)                                                  | Stamboom Sophie van Oranje-Nassau (1824-1897)                                                  | Stamboom Sophie van Oranje-Nassau (1824-1897)                                                  | Stamboom Sophie van Oranje-Nassau (1824-1897)                                                  | Stamboom Sophie van Oranje-Nassau (1824-1897)                                                  | Stamboom Sophie van Oranje-Nassau (1824-1897)                                                  |
| -------------------------------------------------------------------------------------------------- | -------------------------------------------------------------------------------- | -------------------------------------------------------------------------------- | -------------------------------------------------------------------------------- | -------------------------------------------------------------------------------- | -------------------------------------------------------------------------------- | -------------------------------------------------------------------------------- | -------------------------------------------------------------------------------- | ---------------------------------------------------------------------------------------------- | ---------------------------------------------------------------------------------------------- | ---------------------------------------------------------------------------------------------- | ---------------------------------------------------------------------------------------------- | ---------------------------------------------------------------------------------------------- | ---------------------------------------------------------------------------------------------- | ---------------------------------------------------------------------------------------------- |
| Grootouders                                                                                        | Willem I van Oranje-Nassau (1772-1843) x 1791 Wilhelmina van Pruisen (1774-1837) | Willem I van Oranje-Nassau (1772-1843) x 1791 Wilhelmina van Pruisen (1774-1837) | Willem I van Oranje-Nassau (1772-1843) x 1791 Wilhelmina van Pruisen (1774-1837) | Willem I van Oranje-Nassau (1772-1843) x 1791 Wilhelmina van Pruisen (1774-1837) | Willem I van Oranje-Nassau (1772-1843) x 1791 Wilhelmina van Pruisen (1774-1837) | Willem I van Oranje-Nassau (1772-1843) x 1791 Wilhelmina van Pruisen (1774-1837) | Willem I van Oranje-Nassau (1772-1843) x 1791 Wilhelmina van Pruisen (1774-1837) | Paul I Romanov (1754-1801) x 1776 Sophia Dorothea van Württemberg (1759-1828) Maria Fjodorovna | Paul I Romanov (1754-1801) x 1776 Sophia Dorothea van Württemberg (1759-1828) Maria Fjodorovna | Paul I Romanov (1754-1801) x 1776 Sophia Dorothea van Württemberg (1759-1828) Maria Fjodorovna | Paul I Romanov (1754-1801) x 1776 Sophia Dorothea van Württemberg (1759-1828) Maria Fjodorovna | Paul I Romanov (1754-1801) x 1776 Sophia Dorothea van Württemberg (1759-1828) Maria Fjodorovna | Paul I Romanov (1754-1801) x 1776 Sophia Dorothea van Württemberg (1759-1828) Maria Fjodorovna | Paul I Romanov (1754-1801) x 1776 Sophia Dorothea van Württemberg (1759-1828) Maria Fjodorovna |
| Ouders                                                                                             | Willem II van Oranje-Nassau (1792-1849) x 1816 Anna Romanov (1795-1865)          | Willem II van Oranje-Nassau (1792-1849) x 1816 Anna Romanov (1795-1865)          | Willem II van Oranje-Nassau (1792-1849) x 1816 Anna Romanov (1795-1865)          | Willem II van Oranje-Nassau (1792-1849) x 1816 Anna Romanov (1795-1865)          | Willem II van Oranje-Nassau (1792-1849) x 1816 Anna Romanov (1795-1865)          | Willem II van Oranje-Nassau (1792-1849) x 1816 Anna Romanov (1795-1865)          | Willem II van Oranje-Nassau (1792-1849) x 1816 Anna Romanov (1795-1865)          | Willem II van Oranje-Nassau (1792-1849) x 1816 Anna Romanov (1795-1865)                        | Willem II van Oranje-Nassau (1792-1849) x 1816 Anna Romanov (1795-1865)                        | Willem II van Oranje-Nassau (1792-1849) x 1816 Anna Romanov (1795-1865)                        | Willem II van Oranje-Nassau (1792-1849) x 1816 Anna Romanov (1795-1865)                        | Willem II van Oranje-Nassau (1792-1849) x 1816 Anna Romanov (1795-1865)                        | Willem II van Oranje-Nassau (1792-1849) x 1816 Anna Romanov (1795-1865)                        | Willem II van Oranje-Nassau (1792-1849) x 1816 Anna Romanov (1795-1865)                        |
| Sophie van Oranje-Nassau (1824-1897) x 1842 Karel Alexander van Saksen-Weimar-Eisenach (1818-1901) |                                                                                  |                                                                                  |                                                                                  |                                                                                  |                                                                                  |                                                                                  |                                                                                  |                                                                                                |                                                                                                |                                                                                                |                                                                                                |                                                                                                |                                                                                                |                                                                                                |
| Kinderen                                                                                           | Karel August (1844-1894) x 1873 Pauline van Saksen-Weimar-Eisenach (1852-1904)   | Karel August (1844-1894) x 1873 Pauline van Saksen-Weimar-Eisenach (1852-1904)   | Karel August (1844-1894) x 1873 Pauline van Saksen-Weimar-Eisenach (1852-1904)   | Marie (1849-1922) x 1876 Hendrik VII Reuss (1825-1906)                           | Marie (1849-1922) x 1876 Hendrik VII Reuss (1825-1906)                           | Marie (1849-1922) x 1876 Hendrik VII Reuss (1825-1906)                           | Marie (1849-1922) x 1876 Hendrik VII Reuss (1825-1906)                           | Marie (1849-1922) x 1876 Hendrik VII Reuss (1825-1906)                                         | Marie (1849-1922) x 1876 Hendrik VII Reuss (1825-1906)                                         | Marie (1849-1922) x 1876 Hendrik VII Reuss (1825-1906)                                         | Marie (1849-1922) x 1876 Hendrik VII Reuss (1825-1906)                                         | Maria Anna Sophia Elisabeth (1851-1859)                                                        | Elisabeth (1854-1908) x 1886 Johan Albrecht van Mecklenburg (1857-1920)                        |                                                                                                |
| Kleinkinderen                                                                                      | Willem Ernst (1876-1923)                                                         | Willem Ernst (1876-1923)                                                         | Bernard (1878-1900)                                                              | Hendrik (1877)                                                                   | Hendrik (1878-1935)                                                              | Hendrik (1879-1942)                                                              | Hendrik (1879-1942)                                                              | Johanna (1882-1883)                                                                            | Sophie (1884-1968)                                                                             | Hendrik (1887-1936)                                                                            | Hendrik (1887-1936)                                                                            | -                                                                                              | -                                                                                              |                                                                                                |
| Kleinkinderen                                                                                      | x 1903 Caroline Reuss (1885-1905)                                                | x 1910 Feodora van Saksen-Meiningen (1890-1972)                                  | Bernard (1878-1900)                                                              | Hendrik (1877)                                                                   | Hendrik (1878-1935)                                                              | x 1913-1922 Victoria van Pruisen (1890-1923)                                     | x 1929 Allene Tew (1876-1955)                                                    | Johanna (1882-1883)                                                                            | Sophie (1884-1968)                                                                             | x 1911-1921 Marie van Saksen-Altenburg (1888-1947)                                             | x 1921-1923 Marie Adelheid van Lippe (1895-1993)                                               | -                                                                                              | -                                                                                              |                                                                                                |
| Achterkleinkinderen                                                                                | -                                                                                | Sophia (1911-1988) Karel August (1912) Bernard Frederik (1917) George (1921)     | -                                                                                | -                                                                                | -                                                                                | Marie Louise (1915-1985) Hendrik II (1916-1993)                                  | -                                                                                | -                                                                                              | Hendrik I (1910-1982) Felicitas (1914-1989) Hendrik III (1919-1993)                            | Marie Helene (1912-1933)                                                                       | Hendrik V (1921-1980)                                                                          | -                                                                                              | -                                                                                              |                                                                                                |